# Skarven (Hammarland, Åland)
Skarven är en ö i Åland (Finland). Den ligger i Bottenhavet och i kommunerna Hammarland och Eckerö i landskapet Åland, i den sydvästra delen av landet. Ön ligger omkring 40 kilometer nordväst om Mariehamn och omkring 310 kilometer väster om Helsingfors.
Öns area är 14 hektar och dess största längd är 490 meter i öst-västlig riktning. Ön höjer sig omkring 10 meter över havsytan.